# 710. pehotna divizija (Wehrmacht)
710. pehotna divizija (izvirno nemško 710. Infanterie-Division; kratica 710ID) je bila pehotna divizija Heera v času druge svetovne vojne.

## Zgodovina
Divizija je bila ustanovljena 2. maja 1941 kot nepremična divizija 15. vala. 

## Vojna služba
| Datum       | Delovanje       | Korpus             | Armada              | Armadna skupina         | Področje             |
| maj 1941    | v ustanavljanju |                    |                     |                         | 10. vojaško okrožje. |
| junij 1941  |                 | za posebne namene  | AOK Norwegen        |                         | Norveška             |
| avgust 1941 |                 | 70. armadni korpus | Armada Norveška     |                         | Norveška             |
| januar 1945 |                 | 87. armadni korpus | 10. armada          | Armadna skupina C       | Italija              |
| april 1945  |                 | Korpus Schult      | 6. tankovska armada | Armadna skupina Jug     | Avstrija             |
| maj 1945    |                 | Korpus Bünau       | 6. tankovska armada | Armadna skupina Ostmark | Avstrijska Štajerska |

## Organizacija
1941
- 730. pehotni polk
- 740. pehotni polk
- 650. artilerijski bataljon
- 710. inženirski bataljon
- 710. divizijske enote

## Pripadniki
Divizijski poveljniki
| 1. | General pehote Theodor Petsch       |  | (3. maj 1941 – 1. november 1944)    |
| 2. | Generalporočnik Rudolf-Eduard Licht |  | (1. november 1944 – 15. april 1945) |
| 3. | Generalmajor Walter Gorn            |  | (15. april 1945 – 8. maj 1945)      |